# Caloctenus carbonera
Caloctenus carbonera är en spindelart som beskrevs av Silva 2004. Caloctenus carbonera ingår i släktet Caloctenus och familjen Ctenidae.
Artens utbredningsområde är Venezuela. Inga underarter finns listade.